# Sireno de Sirmio
San Sireno de Sirmio (también conocido como Sereno, Sinerio) (Saint Cerneuf en francés) fue un mártir del siglo IV. Es venerado por la Iglesia Católica y las iglesias orientales.

## Biografía
Según la tradición, nació en Grecia, y emigró a Sirmio (hoy Sremska Mitrovica), para dedicarse al oficio de jardinero. Amonestó a la mujer de un guarda imperial por caminar por su jardín y, por ello, fue llevado ante la presencia del emperador Maximiano. El gobernador lo declaró inocente de insultar a dicha mujer pero le decapitó igualmente por negarse a rendir culto a los dioses paganos. Aunque la historia puede ser ficiticia, Paul Burns escribe que “hay muchas posibilidades que haya una base histórica en ella.”

## Veneración
Una parte de las reliquias de San Sireno se habrían llevado presuntamente a Billom en la Auvergne, en Francia. Sireno se convertiría en Saint Cerneuf en Francia, y hay una iglesia dedicada a él en Billom.  Una tradición dentenaria en Clermont-Ferrand mantiene que San Austremonio envió a Cerneuf a evngelizar Thiers, Puy-de-Dôme, en Auvergne.